# Helstrom
Helstrom je americký dramatický televizní seriál, natočený na motivy postav z komiksů vydavatelství Marvel Comics. Autorem seriálu, který je součástí franšízy a fikčního světa Marvel Cinematic Universe, je Paul Zbyszewski. Objednání Helstromu oznámila služba Hulu 1. května 2019, uveden byl na Hulu v roce 2020. Bylo objednáno 10 dílů.

## Příběh
Daimon a Ana Helstromovi jsou potomky mocného sériového vraha, avšak sami loví ty nejhorší příslušníky lidského druhu.

## Obsazení
- Tom Austen jako Daimon Helstrom
- Sydney Lemmonová jako Ana Helstrom
- Elizabeth Marvelová jako Victoria Helstrom
- Robert Wisdom jako Caretaker
- June Carrylová jako Louise Hastings
- Ariana Guerraová jako Gabriella Rossetti
- Alain Uy jako Chris Yen

## Seznam dílů
| Č. v seriálu | Původní název           | Režie              | Scénář                  | Premiéra v USA |
| ------------ | ----------------------- | ------------------ | ----------------------- | -------------- |
| 1            | Mother's Little Helpers | Daina Reid         | Paul Zbyszewski         | 16. října 2020 |
| 2            | Viaticum                | Anders Engström    | Blair Butler            | 16. října 2020 |
| 3            | The One Who Got Away    | Michael Offer      | Marcus Dalzine          | 16. října 2020 |
| 4            | Containment             | Amanda Row         | Sheila Wilson           | 16. října 2020 |
| 5            | Committed               | Jovanka Vuckovic   | Ian Sobel a Matt Morgan | 16. října 2020 |
| 6            | Leviathan               | Sanford Bookstaver | Amanda Segel            | 16. října 2020 |
| 7            | Scars                   | Bill Roe           | Mark Leitner            | 16. října 2020 |
| 8            | Underneath              | Cherie Nowlan      | Maggie Bandur           | 16. října 2020 |
| 9            | Vessels                 | Kevin Tancharoen   | Matt Morgan             | 16. října 2020 |
| 10           | Hell Storm              | Jim O'Hanlon       | Paul Zbyszewski         | 16. října 2020 |